# Candelaria (Zambales)
Candelaria (Bayan ng Candelaria) är en kommun i Filippinerna. Kommunen ligger på ön Luzon, och tillhör provinsen Zambales. Folkmängden uppgår till 23 399 invånare.

## Barangayer
Candelaria är indelat i 16 barangayer.
| - Babancal - Binabalian - Catol - Dampay - Lauis - Libertador - Malabon (San Roque) - Malimanga | - Pamibian - Panayonan - Pinagrealan - Poblacion - Sinabacan - Taposo - Uacon - Yamot |